# W płomieniach wschodzącej siły
W płomieniach wschodzącej siły – dziesiąty album zespołu Honor z 2000. W 2002 r. wydano angielskojęzyczną wersję płyty, zaś w 2011 roku ukazała się jej reedycja.

## Lista utworów
1. W płomieniach wschodzącej siły
2. Czas oczyszczenia
3. W sztormie i chwale
4. Perun
5. Opór we krwi
6. Czekając na bestie
7. Głosy Bałtyku
8. Berserkr
9. Triumf Nowej Ery
10. Wiatr i niepamięć